# باد لواخ‌اشتت
شهر باد لواخ‌اشتت در ایالت زاکسن-آنهالت در کشور آلمان واقع شده است.